# Roberto Di Caro
Roberto Di Caro (Bra, 28 febbraio 1953) è un giornalista italiano.

## Biografia
Nel 1977 diventa redattore del quindicinale torinese Nuovasocietà diretto da Saverio Vertone, con inchieste sulla Fiat, le fabbriche, il sindacato, l'anomalia italiana, il terrorismo, la droga, le carceri, l'austerità, il giornalismo politico. Nel 1983 Livio Zanetti lo chiama al settimanale L'Espresso, dove scrive inchieste su temi sociali e reportage: suoi i primi articoli comparsi in Italia sul fenomeno del bullismo, che gli valgono nel 1996 il premio Ecole instrument de paix “per un'informazione a difesa dei diritti umani”. Dopo l'11 settembre 2001 segue come inviato le principali vicende legate al terrorismo internazionale, le guerre in Afghanistan e Iraq, le crisi in Pakistan, Iran, Turchia, Russia, Ukraina, il terremoto ad Haiti, l'emergenza umanitaria in Darfur.  Ha collaborato alle riviste Modo, D la Repubblica delle donne, Equilibri, Slow e altre.

## Pubblicazioni
- Storia della nobile arte contabile, con le illustrazioni di Emanuele Lamedica, Price Waterhouse, Milano 1986
- Park design, la via latina, in Progettare un parco, a cura di Danilo Tosetto, Facto edizioni 1988.
- L'impero in briciole, in The world in 100 days, Imago 1989.
- Cinema e parchi di divertimento, in La fiaba elettronica, a cura di Elio Girlanda, Centro Studi Cinematografici 1990.
- Nel nome del Papa, in L'unità e le differenze, a cura di Fernando Miglietta, Rubbettino 1994.
- Il necessario e il superfluo. Primo Levi e l'economia della narrazione, in Primo Levi,[8], a cura di Marco Belpoliti, Einaudi 1997 e in Id.,Opere complete, vol.III, Einaudi 2018.
- Contes morales, in Sesso Alieno, a cura di Paolo Bianchi e Alessandro Riva, ES 1998.
- Prefazione a Piero Sebastiani, Ventimila giorni a Firenze e dintorni, Polistampa 1999.
- Laetitia Casta, Roberto Di Caro, Laetitia Casta, Edition Olms, Hombrechtikon/Zürich 1999.
- A nera E bianca I rossa, in Patrizia Finucci Gallo, Laboratorio di scrittura al femminile: l'esercizio dell'ombra di sé, Perdisa editore 2003.
- Il mio Previti. Don Luigi dei miliardi. All'assalto della fortezza talebana, Baghdad republic. Nell'inferno di Beslan. Figli nostri assassini, in L'Espresso 50 anni vol. V, Gruppo Editoriale L'Espresso 2005.
- Identità spericolata, in War is over. 1945-2005 La libertà dell'arte, Silvana Editoriale 2006.
- Carlo Cerchioli, Roberto Di Caro, Haiti dalle macerie, Il Saggiatore 2010.
- Emergenza da matti, in Maria Antonietta Farina Coscioni, Matti in libertà, Editori Riuniti 2011.
- Politica Italia, in Il Belpaese dell'arte. Etiche ed estetiche della nazione, a cura di Giacinto Di Pietrantonio e Maria Cristina Rodeschini, Nomos Edizioni-Gamec 2011.
- Pace o intervento, dilemma infinito, in La Grande Guerra, a cura di Wlodek Goldkorn e Claudio Lindner, Gruppo Editoriale L'Espresso 2014.
- L'ora dei diritti civili. L'Espresso 60 anni vol. 4 1970-74, a cura di Roberto Di Caro, Gruppo Editoriale L'Espresso 2015 .
- Il terrore. L'Espresso 60 anni vol. 10 2000-2004, a cura di Roberto Di Caro, Gruppo Editoriale L'Espresso 2015.
- Cronaca di una guerra appena cominciata. All'assalto della fortezza talebana, Uccidere in nome di Allah, Torna a casa peshmerga, Nell'inferno di Beslan, in Il terrore. L'Espresso 60 anni vol. 10 2000-2004.
- Haiti. Viaggio nel paese fantasma, in La grande crisi. L'Espresso 60 anni vol. 12 2010-2015, a cura di Claudio Lindner e Paola Pilati, Gruppo Editoriale L'Espresso 2015.
- Roberto Di Caro, taccuino per immagini, a cura di Sandro Malossini, Assemblea legislativa della Regione Emilia-Romagna, 2019.
- L'urgenza climatica, in Equilibri n.2/2021, Il Mulino. ISSN 1594-7580 (WC · ACNP)
- Limite. Vivere nel relativo, in Equilibri n.1-2/2022, Il Mulino.
- You're just a memory. Mirabolanti avventure, disavventure e dissoluzione delle memorie collettive, in equilibrimagazine.it, maggio-ottobre 2023.
- Senza cavi non ci sono nuvole. Le infrastrutture materiali del digitale, in equilibrimagazine.it, marzo 2024
- La cassetta degli attrezzi, in Almanacco Equilibri 2024, a cura di Pasquale Alferj e Nicola Zanardi, Mimesis 2024.

## Mostre
- Roberto Di Caro, taccuino per immagini, a cura di Sandro Malossini, Assemblea legislativa della Regione Emilia-Romagna, Bologna, 12 luglio - 20 agosto 2019.
- Biblioteca civica La fabbrica dei libri, Acqui Terme, 21 ottobre – 4 novembre 2019 (Premio Acqui Storia).
- Le illusioni perdute. Ukraina 2004-2014, a cura di Sandro Malossini, Comune di Monzuno, 11-26 giugno 2022.
- Invasion Drama, a cura di Laura Andreini, Galleria Rifugio Digitale, Firenze, 16 settembre-15 ottobre 2022.
- partecipazione a Cosmic Syntropy, di Penelope Chiara Cocchi, a cura di Giacinto di Pietrantonio, Cnr Bologna, 13 gennaio-3 febbraio 2024.

## Docenze
- Master di giornalismo, Fondazione Alma Mater, Università di Bologna, seminari “L'inviato speciale” 2020 (link), e “Il reportage” 2022.